# Euproctis susanna
Euproctis susanna är en fjärilsart som beskrevs av Otto Staudinger 1895. Euproctis susanna ingår i släktet Euproctis och familjen tofsspinnare. Inga underarter finns listade i Catalogue of Life.